# Trematodon mayebarae
Trematodon mayebarae là một loài rêu trong họ Bruchiaceae. Loài này được Takaki mô tả khoa học đầu tiên năm 1962.